# Rafael Banquells i Garafulla
Rafael Banquells i Garafulla (l'Havana, 25 de juny de 1917 – Ciutat de Mèxic, 27 d'octubre de 1990) fou un actor mexicà nascut a Cuba i d'origen català.

## Biografia
Els seus pares eren actors catalans i ell nasqué durant una gira a l'Havana. Va fer els estudis primaris a Barcelona. Durant la Segona República Espanyola va treballar en una companyia de teatre afeccionat però es professionalitzà en el cinema quan el 1936 participà a Nuestra Natacha de Benito Perojo i amb guió d'Alejandro Casona. Després de la guerra civil espanyola marxà a França, i d'allí a Mèxic, on des del 1940 començà a col·laborar en films mexicans de Luis Buñuel (Él, 1953). Va treballar un temps a Los Angeles per a la Metro-Goldwyn-Mayer, però cap al 1947 va tornar a Mèxic. La fama li arribaria arran de la seva participació en la telenovel·la Gutierritos, que es va emetre de 1958 fins al 1965. i que fou la segona telenovel·la d'emisió diària que fou televisada a Mèxic. També va participar en la telenovel·la Los ricos también lloran (1979).
Es casà tres cops. Primer amb l'actriu mexicana d'origen portoriqueny Blanca de Castejón; el 1947 es casà amb la coneguda actriu i productora Silvia Pinal amb la que va tenir una filla, la també actriu Silvia Banquells Pinal, coneguda com a Silvia Pasquel; es divorciaren el 1952, i el 1956 es casà novament amb l'actriu Dina de Marco, amb la que va tenir quatre fills: Rocío Banquells (actriu i cantant), Mary Paz Banquells (actriu i esposa de l'actor i director Alfredo Adame), Rafael Banquells Jr. (actor i director) i Ariadne.

## Filmografia

### Telenovel·les
- El cristal empañado (1989)
- Infamia (1981-1982) .... Dr. Navarro
- Soledad (1981) .... Juez
- La llama de tu amor (1979)
- Los ricos también lloran (1979) .... Padre Adrián
- Gotita de gente (1978)
- Viviana (1978) .... Dr. Navas
- Rina (1977)
- Humillados y ofendidos (1977) .... Don Nicolás
- Ha llegado una intrusa (1974) .... Rafael Moreno
- Las gemelas (1972)
- Muchacha italiana viene a casarse (1971) .... Joseph
- Adriana (1967)
- El dolor de vivir (1964)
- Cita con la muerte (1963)
- Destino (1963)
- Codicia (1962)
- El enemigo (1961)
- El hombre de oro (1960)
- La casa del odio (1960)
- Secretaria o mujer (1960)
- Mi esposa se divorcia (1959)
- Gutierritos (1958/1965) .... Ángel Gutiérrez
- Senda prohibida (1958)

### Pel·lícules
- Ni de aquí, ni de allá (1987)
- La sucesion (1978)
- El santo oficio (1975)
- Estas ruinas que ves (1978) .... Rector Sebastián Montaña
- En busca de un muro (1973) .... Doctor
- Vidita negra (1973)
- Pubertinaje (1971) .... (segmento "Una cena de navidad")
- El sinvergüenza (1971)
- Santo contra Blue Demon en la Atlántida (1969) .... Profesor Gerard/X22
- La alegría de vivir (1965)
- Gutierritos (1959) .... Ángel Gutiérrez
- El secreto de Pancho Villa (1957)
- Los tres mosqueteros y medio (1957)
- El tesoro de Pancho Villa (1957)
- Teatro del crimen (1957)
- Esposas infieles (1956)
- El medallón del crimen (1956)
- El rey de México (1956)
- La sombra vengadora (1956)
- Pura vida (1956)
- El asesino X (1955)
- La sombra vengadora vs. La mano negra (1954)
- La visita que no tocó el timbre (1954)
- Reportaje (1953)
- Amor de locura (1953)
- Él (1952) .... Ricardo Lujan
- Cuando los hijos pecan (1952)
- Pasionaria (1952)
- Recién casados... no molestar (1951)
- Vivillo desde chiquillo (1951)
- La marca del zorrillo (1950)
- El pecado de Laura (1949)
- Una mujer con pasado (1949)
- La última noche (1948)
- Enrédate y verás (1948)
- Reina de reinas (1948)
- El amor abrió los ojos (1947)
- La vida íntima de Marco Antonio y Cleopatra (1947)
- Bel Ami (1947)
- Los que volvieron (1946)
- Su última aventura (1946)
- María Magdalena (1946)
- Los nietos de Don Venancio (1946)
- Cuando escuches este vals (1944)
- Los hijos de Don Venancio (1944)
- El médico de las locas (1944)
- Las dos huérfanas (1944)
- Internado para señoritas (1943)
- No matarás (1943)
- Resurrección (1943)
- Qué hombre tan simpático (1943)
- Maravilla del toreo (1943)
- Secreto eterno (1942)
- Nuestra Natacha (1936) .... Juan
- La Dama duende (1919)

## Direcció
- Días sin luna (1990)
- Abandonada (1985)
- Vivir un poco (1985)
- Principessa (1984)
- Amalia Batista (1983)
- Déjame vivir (1982)
- Los ricos también lloran (1979)
- La Venganza (1977)
- Mi hermana la Nena (1976)
- Barata de primavera (1975)
- La doctora (1964)
- Divorciadas (1961)
- Elena (1961)
- Honraras a los tuyos (1959)
- Mi esposa se divorcia (1959)
- El precio del cielo (1959)
- Teresa (1959)
- Gutierritos (1958)
- Un paso al abismo (1958)
- Senda prohibida (1958)